# 1917
| 1917                                                        |
| ----------------------------------------------------------- |
| Dødsfald - Fødsler                                          |
| • Begivenheder • Film • Musik • Politik • Sport • Videnskab |

| Gregoriansk kalender | 1917 MCMXVII            |
| Ab urbe condita      | 2670                    |
| Armensk kalender     | 1366 ԹՎ ՌՅԿԶ            |
| Kinesiske kalender   | 4613 – 4614 丙辰 – 丁巳 |
| Etiopisk kalender    | 1909 – 1910             |
| Jødisk kalender      | 5677 – 5678             |
| Hindukalendere       |                         |
| - Vikram Samvat      | 1972 – 1973             |
| - Shaka Samvat       | 1839 – 1840             |
| - Kali Yuga          | 5018 – 5019             |
| Iransk kalender      | 1295 – 1296             |
| Islamisk kalender    | 1335 – 1337             |

Konge i Danmark: Christian 10. 1912-1947
Se også 1917 (tal) og 1917 (film)

## Begivenheder

### Udateret
- Navnet Husassistent (svensk: "hembiträde") indføres i Sverige, og skal erstatte tjenestepige (svensk: tjänsteflicka.[1])

### Januar
- 1. januar - Sverige indfører kørekortspligt for bilister
- 4. januar - de første danske rationeringsmærker udstedes
- 16. januar - Telegrammet fra Zimmermann er et kodet telegram fra det tyske kejserrige om udvidet tysk ubådskrig. Englænderne brød koden og USA gik ind i krigen
- 17. januar - Danmark sælger De dansk-vestindiske øer til USA for $25 millioner

### Februar
- 1. februar – Tyskland erklærer uindskrænket ubådskrig

### Marts
- 8. marts – den russiske revolution bryder ud (Marts- eller Februarrevolutionen)
- 11. marts – englænderne erobrer Bagdad
- 12. marts - Arbejdere og studenter tager magten i Petrograd, Rusland
- 15. marts – Nikolaj 2. af Rusland abdicerer, det russiske zardømme falder
- 22. marts - USA anerkender den nye russiske regering
- 31. marts – Danmark afhænder De dansk vestindiske øer til USA for 25 millioner dollars

### April
- 1. april - Mel og brød rationeres i Danmark. På grund af varemangel begrænses forbruget af mel og brød til 8 kg rugbrød og 4 kg hvedebrød pr. person om måneden. Til hårdtarbejdende er der dog 4 kg rugbrød ekstra om måneden.
- 2. april - 1. Verdenskrig: Den amerikanske præsident Woodrow Wilson anmoder Kongressen om at afgive krigserklæring mod Tyskland
- 3. april - Vladimir Lenin ankommer til Petrograd (i dag St. Petersborg) fra sit eksil, hvorpå bolsjevikkerne stiller sig i spidsen for den russiske revolution
- 6. april – USA erklærer Tyskland krig.
- 16. april – Fransk storoffensiv ved Chemin-des-Dames, ender i nederlag og mytteri

### Juni
- 9. juni - S/S DANA bliver uden varsel torpederet af en tysk undervandsbåd i Nordsøen
- 26. juni - de første amerikanske tropper ankommer til Frankrig

### Juli
- 12. juli – Tysklands rigskansler Bethmann Hollweg afgår efter krav fra overkommandoen
- 23. juli – Dansk Ride Forbund bliver stiftet C.A. Kraft

### August
- 18. august - ved en voldsom brand ødelægges cirka en tredjedel af Thessaloniki i Grækenland og 70.000 mennesker bliver hjemløse

### September
- 15. september - Premierminister Aleksandr Kerenskij udråber Den Russiske Republik efter zar Nikolaj 2.'s abdikation
- 21. september - Letland proklamerer sin selvstændighed
- 29. september - Danmarks første aktieselskabslov

### Oktober
- 15. oktober - den nederlandske danserinde Mata Hari henrettes ved skydning efter at vælre fundet skyldig i spionage til fordel for Tyskland under første verdenskrig.
- 24. oktober – Tysk-østrigsk offensiv mod italienerne ved Caporetto
- 27. oktober - indsættelse af det nye regeringsråd i Warszawa

### November
- 2. november – England udsender Balfour-deklarationen som erklærer sig positiv over for et jødisk hjemland
- 6. november - det tredje slag ved Ypres ender
- 7. november – Bolsjevikkerne overtager magten i Rusland efter Oktoberrevolutionen
- 9. november – englænderne erobrer Jerusalem
- 17. november – den franske regeringschef Georges Clemenceau skærper krigsindsatsen
- 17. november - tidligt om morgenen rammer den største kendte meteorregn Jorden over Nordamerika og det østlige Rusland. Gennemsnitligt passerer 2.300 meteorer i minuttet over Arizona, USA, i en periode på 20 minutter fra kl. 05.00 om morgenen
- 20. november - Ukraine erklæres selvstændig som republik
- 26. november – Rusland og Tyskland indleder fredsforhandlinger

### December
- 6. december – Finland erklærer sig uafhængigt af Rusland.
- 6. december - Skibet S/S Mont Blanc lastet med sprængstoffer vædres ud for havnen i Halifax i Nova Scotia, hvorved mere end 1.900 mennesker omkommer ved Halifaxeksplosionen
- 8. december - britisk korps under ledelse af Lord Allenby rykker ind i Jerusalem og afslutter 672 års osmannisk styre. Efterfølgende får Palæstina status som britisk mandat under Folkeforbundet - senere FN.
- 11. december – Litauen erklærer sig uafhængig af Rusland og opretter kongeriget Litauen
- 20. december - Tjekaen, Sovjetunionens første hemmelige politi, oprettes

## Født

### Januar
- 16. januar – Otto Leisner, dansk radio- og tv-vært (død 2008).
- 16. januar – Mogens Kilde, dansk (kino)organist og pianist (død 1988).
- 24. januar – Ernest Borgnine, amerikansk skuespiller (død 2012).

### Februar
- 2. februar – Đỗ Mười, vietnamesisk politiker (død 2018).
- 6. februar – Zsa Zsa Gabor, amerikansk skuespillerinde (død 2016).
- 14. februar – Herbert A. Hauptman, amerikansk matematiker (død 2011).
- 19. februar – Edith Grøn, billedhugger (død 1990).
- 25. februar – Erhard Jakobsen, dansk politiker og partistifter (død 2002).
- 25. februar – Anthony Burgess, britisk forfatter (død 1993).
- 27. februar – John Connally, amerikansk politiker og guvernør (død 1993).

### Marts
- 1. marts – Ib Stetter, dansk politiker (død 1997).
- 6. marts – Will Eisner, amerikansk tegneserieskaber (død 2005).
- 8. marts - Ernst von Glasersfeld, tysk filosof (død 2010).
- 20. marts – Vera Lynn, engelsk sangerinde (død 2020).

### April
- 7. april – R. G. Armstrong, amerikansk skuespiller (død 2012).
- 17. april – Bill Clements, amerikansk politiker (død 2011).
- 19. april – Sven Hazel, dansk forfatter (død 2012)
- 21. april – Jørn Jeppesen, dansk skuespiller (død 1964).
- 25. april – Erno Müller, dansk skuespiller (død 2005).
- 26. april – I.M. Pei, kinesisk-amerikansk arkitekt (død 2019).
- 29. april – Celeste Holm, amerikansk skuespillerinde (død 2012).

### Maj
- 1. maj – Danielle Darrieux, fransk skuespillerinde (død 2017).
- 1. maj – Wendy Toye, britisk filminstruktør og skuespiller (død 2010).
- 3. maj – Kiro Gligorov, makedonsk præsident (død 2012).
- 8. maj - John Anderson Jr., amerikansk politiker (død 2014).
- 16. maj – George Gaynes, amerikansk skuespiller (død 2016).
- 23. maj – Preben Lerdorff Rye, dansk skuespiller (død 1995).
- 29. maj – John F. Kennedy, amerikansk præsident (død 1963) – myrdet.

### Juni
- 1. juni – William Standish Knowles, amerikansk kemiker og nobelprismodtager (død 2012).
- 7. juni – Dean Martin, amerikansk sanger, skuespiller og komiker (død 1995).
- 9. juni – Eric Hobsbawm, britisk marxistisk historiker (død 2012).
- 14. juni – Lise Nørgaard, dansk journalist og forfatter (død 2023).
- 14. juni – Johannes Marott, dansk skuespiller (død 1985).
- 15. juni – John Bennett Fenn, amerikansk nobelpristagende kemiker (død 2010).
- 16. juni – Irving Penn, amerikansk fotograf (død 2009).
- 18. juni – Erik Ortvad, dansk COBRA-kunstner (død 2008).
- 18. juni – Richard Boone, amerikansk skuespiller (død 1981).
- 30. juni – Lena Horne, amerikansk sanger (død 2010).

### Juli
- 7. juli – Guri Richter, dansk skuespiller (død 1995).
- 8. juli – Jules Bacon, amerikansk bodybuilder (død 2007).
- 16. juli – Jytte Borberg, dansk forfatter (død 2007).
- 17. juli – Phyllis Diller, amerikansk skuespillerinde (død 2012).
- 17. juli – Kenan Evren, tyrkisk præsident (død 2015).

### August
- 18. august – Caspar Weinberger, amerikansk politiker (død 2006).
- 25. august – Mel Ferrer, amerikansk filmskuespiller og -producer (død 2008).
- 25. august – Lisbeth Movin, dansk skuespillerinde (død 2011).
- 29. august – Ib Nørlund, dansk politiker (død 1989).
- 30. august – Denis Healey, britisk politiker (død 2015).

### September
- 2. september – Bodil Kjer, dansk skuespillerinde (død 2003).
- 4. september - Mogens Rosenløv, dansk officer (død 2015).
- 7. september – John Warcup Cornforth, australsk videnskabsmand (død 2013).
- 9. september - Aage Knudsen, dansk violinist og kgl. kapelmusikus (død 1990).
- 11. september – Herbert Lom, tjekksisk skuespiller (død 2012).
- 12. september – Erni Arneson, dansk skuespillerinde (død 2006).
- 17. september – Ib Melchior, dansk-amerikansk forfatter og filminstruktør (død 2015).
- 18. september – June Foray, amerikansk skuespillerinde (død 2017).

### Oktober
- 17. oktober – Marsha Hunt, amerikansk skuespillerinde (død 2022).
- 20. oktober – Jean-Pierre Melville, fransk filminstruktør (død 1973).
- 22. oktober – Joan Fontaine, amerikansk skuespillerinde (død 2013).
- 27. oktober – Oliver Tambo, sydafrikansk politiker (død 1994).

### November
- 13. november - Andrej Myschetzky, dansk psykiater (død 2017).
- 19. november – Indira Gandhi, indisk premierminister (død 1984) – myrdet.
- 20. november – Robert Byrd, amerikansk senator fra West Virginia (død 2010).
- 22. november – Andrew Huxley, engelsk fysiolog (død 2012).

### December
- 5. december – Wenche Foss, norsk skuespillerinde (død 2011).
- 14. december – Tove Ditlevsen, dansk forfatter (død 1976).
- 16. december – Arthur C. Clarke, britisk science-fictionforfatter (død 2008).
- 21. december – Heinrich Böll, tysk forfatter og nobelpristager (død 1985).

## Dødsfald

### Januar
- 10. januar – Buffalo Bill (William F. Cody), amerikansk jæger, spejder og showman (født 1846).
- 14. januar – Eigil Petersen, dansk tegner (født 1874).
- 21. januar – Jakob Knudsen, dansk forfatter (født 1858).

### Februar
- 13. februar – Frans Schwartz, dansk maler (født 1850).
- 16. februar – Octave Mirbeau, fransk forfatter, journalist og kunstkritiker (født 1848).

### Marts
- 4. marts – Julius Bechgaard, dansk komponist (født 1843).
- 6. marts – Valdemar Psilander, dansk stumfilmsstjerne (født 1884).
- 8. marts – Ferdinand von Zeppelin, tysk luftskibskonstruktør (født 1838).
- 17. marts – Franz Brentano, tysk filosof og psykolog (født 1838).
- 31. marts – Emil Adolf von Behring, tysk læge og nobelprismodtager (født 1854).

### April
- 1. april – Scott Joplin, amerikansk ragtime-pianist og -komponist (født 1868).
- 14. april – L.L. Zamenhof, skaber af esperanto (født 1859).

### Maj
- 5. maj – Hans Ludvig Smidth, dansk maler (født 1839).
- 10. maj – C.L. Ibsen, dansk proprietær og filantrop (født 1837).

### Juni
- 14. juni – H.R. Hiort-Lorenzen, dansk journalist, forfatter og politiker (født 1832).
- 14. juni – V.H.O. Madsen, dansk general, opfinder og minister (født 1844).
- 22. juni – Kristian Zahrtmann, dansk maler (født 1843).
- 26. juni – Lorry Feilberg, dansk restauratør (født 1859).

### Juli
- 27. juli – Emil Theodor Kocher, schweizisk læge og nobelprismodtager (født 1841).

### August
- 13. august – Eduard Buchner, tysk kemiker og nobelprismodtager (født 1860).
- 20. august – Adolf von Baeyer, tysk kemiker og nobelprismodtager (født 1835).
- 30. august – Otto Haslund, dansk maler (født 1842).

### September
- 27. september – Edgar Degas, fransk billedkunstner (født 1834).

### Oktober
- 9. oktober – Laura Aller, dansk chefredaktør (født 1849).
- 15. oktober – Mata Hari, hollandsk danser og spion (født 1876).

### November
- 15. november – Émile Durkheim, fransk sociolog (født 1858).
- 16. november – Herman Kähler, dansk keramiker og fabrikant (født 1846).
- 17. november – Auguste Rodin, fransk billedhugger (født 1840).
- 17. november – Kristofer Janson, norsk digter og præst (født 1841).

### December
- 20. december – Carl Goos, dansk politiker og minister (født 1835).
- 22. december - Frederik Møller, dansk pianofabrikant, direktør for Hornung & Møller (født 1839)

## Sport
- 27. juni - Olaf Henriksen, den eneste danskfødte spiller i Major League Baseballs historie, optræder i sin sidste kamp i den bedste række i USA

## Nobelprisen
- Fysik – Charles Barkla
- Kemi – Ingen prisuddeling.
- Medicin – Ingen prisuddeling.
- Litteratur – Karl Gjellerup, Henrik Pontoppidan
- Fred – Den internationale Røde Kors Komité

## Film
- Klovnen – med Valdemar Psilander, instruktør A.W. Sandberg
- Kvinden med de smukke Øjne – instruktør Alexander Christian
- Mysteriet Blackville – instruktør Aage Brandt
- Taksameterkuskens Døtre

## Billedkunst

### I Danmark
- Harald Giersing, Fodboldspillere. Sofus header, ARoS Aarhus Kunstmuseum
- Laurits Tuxen, Rhododendron i Dagminnes have, Skagens Museum
- Julius Paulsen, Selvportræt, Den Hirschsprungske Samling
- Fritz Syberg, To børn begraver en fugl, Johannes Larsen Museet